# Jaguaribe
Jaguaribe – rzeka we wschodniej Brazylii, w stanie Ceará. Płynie w kierunku północno-wschodnim, wpada do Oceanu Atlantyckiego pod miastem Aracaty. Długość ok. 540 km.
Na rzece zostały zbudowane dwie tamy: Orós (1960) i Castanhão (2003). Tama Castanhão zalała miasto Jaguaribara, które zostało odbudowane w pobliżu jako Jaguaribara Nova.